# کرست انیمیشن استودیوز
کرست انیمیشن استودیوز (انگلیسی: Crest Animation Studios) شرکت رسانه‌ای هندی است، که در سال ۱۹۹۰ تأسیس شد.